# Famille d'Estampes
Pour les articles homonymes, voir Estampes.
 (juin 2014).
La famille d'Estampes est une famille subsistante de la noblesse française originaire du Berry qui s'est distinguée par les fonctions politiques, militaires et ecclésiastiques occupées par ses membres.
Elle a été illustrée par Jacques d'Étampes, militaire et maréchal de France (1590-1668).

## Histoire

### Origine
Cette famille est originaire du Berry et n'a aucun rapport avec les anciens seigneurs de la ville d'Étampes, en Hurepoix, ni avec ceux de la ville d'Estampes, en Occitanie.
Sa filiation remonte à Jean de Bas, dit d'Estampes, garde des joyaux d'or et d'argent de Jean de France, duc de Berry, dans la seconde moitié du XIVe siècle, marié à Guillemette Duplessis. Son fils, Robert Ier d'Estampes, seigneur de Salbris, capitaine de la Grosse Tour de Bourges, marié à Jacqueline Rolland, fille d'un médecin du duc de Berry, est anobli par lettres patentes du 4 décembre 1392,,,,. Trois de ses enfants seront respectivement évêque de Carcassonne, de Nevers et de Montauban au milieu du XVe siècle.

### XIVe–XVesiècles: une rapide agrégation à la noblesse de cour
Robert Ier d’Estampes (vers 1360 † vers 1420), seigneur de Salbris, des Roches (à Villeherviers ?) et d'Ardreloup, élevé auprès du duc de Berry, devient le favori de ce prince et le demeure sa vie durant. Il est à son tour nommé garde des joyaux du duc de Berry en 1402 et capitaine de la Grosse Tour de Bourges. Il est anobli en mai 1404 par Charles VI. En 1416, il est exécuteur testamentaire du duc de Berry. Il épousa Jacquette Rolland, fille d’Imbault, médecin du duc, d'une famille de Bourges.
Les enfants de Robert Ier se trouvent bientôt agrégés à la haute et ancienne noblesse de cour, par l’importance de leurs charges, de leurs fiefs et de leurs alliances :
- Son fils aîné, Jean d'Estampes (vers 1395 † 1455), conseiller au Parlement de Paris en 1436, est nommé évêque de Carcassonne en 1445.
- Son cadet, Robert II alias Robinet († 1456), chevalier, seigneur de Salbris, chambellan de Charles VII, devient maréchal et sénéchal du Bourbonnais et participe à la reconquête de la Normandie ; il acquiert en 1424 La Ferté-Imbault en 1424, et en 1451 le vaste fief de Valençay, en Berry.
- Les deux frères suivants sont prélats, le premier, - Jean, (vers 1400 † 1461), évêque de Nevers ; et - Guillaume, évêque de Montauban en 1452, puis de Condom en 1455.
- Un cinquième fils, autre Jean (Ier), † 1484, sire de La Ferté-Nabert (La Ferté-St-Aubin), des Roches et de Saint-Ciergues, fut maître d’hôtel de Louis XI et se maria en 1451 avec Marie, fille de Jean Ier de Rochechouart-Mortemart et Jeanne de Torsay[4] :
  - leur fils Jean II épouse en 1493 Madeleine de Husson-Tonnerre, fille du comte Charles († 1492) et d'Antoinette de La Trémoïlle : d'où la suite des sires de La Ferté (-Nabert, -Saint-Aubin).

### XVe–XVIesiècles: puissance territoriale et fidélité à la couronne
- Robert III d’Estampes (vers 1440 † 1487), fils de Robert II/Robinet et de Marguerite de Beauvilliers dame d'Autry-lès-Vierzon (mariée en 1438, cette dernière descendait des anciens seigneurs de La Ferté-Nabert/-St-Aubin par sa mère Alix d'Estouteville du Bouchet-en-Vendômois, dame de Thoury et de La Ferté-Hubert), devint à son tour maréchal et sénéchal de Bourbonnais. Il laissa trois fils de son épouse Louise Levrauld : Jean (x 1° Blanche de Sains : d'où la branche de La Ferté-Imbault), Louis (x Marie Hurault : d'où la branche de Valençay) et Robert (x Claude Cleret d'Autry, d'où la branche d'Autry), dont la descendance fut maintenue dans sa noblesse en 1669, et s'éteignit en la personne de Blanche d'Estampes à la fin du XVIIe siècle[4].
- branche aînée : Claude d’Estampes (1526 + 1591), seigneur de la Ferté-Imbault (fils de Louis et Edmée Le Rotier de Ville-Fargeau dame du Mont-St-Sulpice, et petit-fils de Jean (et Blanche de Sains), seigneurs du même fief ; son père Louis se remaria, veuf d'Edmée Le Rotier, avec Françoise de Boucard de Blancafort, et il avait pour frère cadet Robert d'Estampes, auteur de la branche cadette de la Mothe-les-Ennordres), réside habituellement au Mont Saint-Sulpice, près d’Auxerre, forteresse héritée de sa mère, son château de la Ferté-Imbault ayant été détruit en 1562 par un parti de protestants. Capitaine des gardes du corps du duc d’Alençon, le plus jeune des Valois, il épouse en 1579 Jeanne, dame de Mauny, fille de Guillaume de Hautemer de Grancey, futur maréchal de Fervaques, et sera tué à Avallon dans un combat face à des partisans de la « Sainte Ligue » :
  - parents du maréchal Jacques ci-dessous.
- branche cadette : Louis (vers 1480 + 1530), seigneur de Valençay, gouverneur et bailli de Blois (1519), chevalier de l'ordre de Saint-Michel (ou ordre du roi), marié en 1512 à Marie Hurault, fille de Jacques Hurault seigneur de Cheverny, Huriel et Vibraye, débute en 1520 la transformation du manoir féodal de Valençay en château moderne. Ces travaux d’embellissement et d’agrandissement se poursuivront, de génération en génération, jusqu’en 1650.
  - Son fils Jacques Ier (1518-1574), seigneur de Valençay, est député de la noblesse de Berry aux États-généraux de 1560, à Orléans, et il épouse Jeanne fille de Jean Bernard sire d'Estiau en Anjou.
- branche benjamine : Jean Ier (né vers 1500), seigneur d’Autry (fils de Robert et Claude Cleret d'Autry), mari de Suzanne de Villebresme de Fougères,
  - puis son fils Louis (né vers 1535), époux d'Anne du Plessis de l'Isle, seigneur d'Autry, capitaine d’une compagnie d’ordonnance, sont tous deux chevaliers de l’ordre de Saint-Michel.

### XVIIesiècle: un apogée au Grand siècle
Les trois branches de la Maison d’Estampes, fidèles soutiens du Roi Henri IV, bénéficient grandement de sa victoire et de l’élévation de leurs proches, tel le maréchal de Fervacques, fait duc et pair (1611).
Avec la génération aux affaires sous Louis XIII puis le jeune Louis XIV, les d’Estampes, jouissant de la confiance du cardinal de Richelieu, atteignent leur apogée, par leurs emplois (militaires, ecclésiastiques et civils), leurs alliances et leur fortune.
- Branche cadette de Valençay : Jean (mai 1548 + 1620), fils de Jacques Ier et Jeanne Bernard d'Estiau, seigneur de Valençay et d'Estiau en Anjou (Etiau à Longué-Jumelles et St-Philbert), chevalier de l'ordre de Saint-Michel, capitaine de cinquante hommes d’armes des ordonnances du Roi (1586), marié en février 1578 à Sara d’Happlaincourt, héritière de ce fief en Picardie, est ainsi fait conseiller d’État en 1594, puis nommé chevalier de l'ordre du Saint-Esprit (1619, ou ordres du roi). Il obtient de faire recevoir son fils aîné à sa place dans cet ordre, étant alors en campagne en Navarre, aux côtés du duc de Mayenne, et meurt peu après d'une blessure d'arquebuse.

La branche de Valençay produit alors des frères remarquablement distingués, fils de Jean (1548-1620) et de Sara d'Happlaincourt :
- Jacques II d'Estampes de Valençay (novembre 1579 + novembre 1639), 1er marquis de Valençay, lieutenant-colonel de la cavalerie légère de France, grand maréchal des logis de la maison du Roi (1618), chevalier de l'ordre du Saint-Esprit (décembre 1619) reçu à la place de son père, maréchal de camp (1622), gouverneur de Montpellier (1622-1626) puis de Calais (1626-1632), conseiller d'État, marié à Louise Blondel de Joigny dame de Bellebrune,
- Mgr Léonor de Valençay (1589 + 1651), abbé de Bourgueil, député du clergé aux États-Généraux (1614), évêque de Chartres (1620), puis archevêque-duc de Reims et pair de France (1641), chevalier de l'ordre du Saint-Esprit,
- Louis (1592 + 1632), marquis d'Estiaux, mestre de camp du régiment de Valençay, il tué devant Maastricht, au service de la Hollande, sans avoir été marié,
- Achille d'Étampes de Valençay (1593 + 1646), chevalier de Malte[7], maréchal de camp (1628), puis général des armées du Saint-Siège et cardinal de Valençay pour ses services militaires (1643),
- Jean d'Estampes de Valençay (1593 + 1671), abbé, puis marquis d'Estampes, conseiller au Parlement de Paris, Maître des Requêtes, Président au Grand Conseil, conseiller d’État, ambassadeur en Suisse (1637) puis en Hollande (1638). De sa femme Marie Gruet de Morville, il a :
  - Marie (x 1° Philippe II de Béthune comte de Selles, puis 2° Jean-Baptiste Goth d'Epernon : voir ci-dessous),
  - et Anne-Elisabeth (x 1671 son cousin Henri-Dominique d'Estampes de Fiennes, fils du 2e marquis de Valençay Dominique : parents du 3e marquis Jacques-Dominique)
- Claude (vers 1595 + 1621), seigneur d'Estiaux, lieutenant-colonel du régiment du duc de Candale, tué au siège de Montauban
- Elisabeth, x le maréchal Louis de La Châtre de Maisonfort, d'où Louise-Henriette de La Châtre, mariée 1° à François d'Angoulême comte d'Alais, fils de Charles de Valois, et 2° à François de Crussol duc d'Uzès
- Charlotte (1597-1677), x Pierre IV Brulart de Sillery de Puisieulx
  - La branche aînée de La Ferté-Imbault n’est pas en reste avec Jacques (1590 + 1668), fils de Claude et Jeanne de Fervaques de Mauny ci-dessus, 1er marquis de La Ferté-Imbault et de Mauny, sire de Salbris, maréchal de camp (1628), ambassadeur en Angleterre (1641-1643), lieutenant général des armées du Roi (1645), Maréchal de France en 1651, lieutenant-général de l'Orléanais, du Vendômois et du Dunois, puis chevalier de l'ordre du Saint-Esprit (1661), ami de Gaston de France, duc d'Orléans.
  - La branche benjamine, enfin : Jean-Baptiste/Jean II (vers 1565 + vers 1640), fils de Louis et d'Anne du Plessis de L'Isle, 1er marquis d'Autry, baron d’Ardreloup (les Ardeloups) et de Theillay, est mestre de camp du régiment de Condé. Dans sa fratrie : Robert, † au combat contre les Turcs le 26 juin 1625 ; Philippes seigneur de l'Isle, capitaine de vaisseau puis retiré aux Augustins déchaussés sous le nom de père Archange de Ste-Marie l'Egyptienne, mort religieux missionnaire de son ordre en Afrique en 1645 (ou le 25 août 1642) ; Louise, femme de Guy II de Rochechouart (branche de Chandeniers en Loudunais-Jars et Bréviande en Berry) seigneur de Châtillon-le-Roi, d'où Marie de Rochechouart, † 1661, qui épouse en 1637 Alexandre de Sève, prévôt des marchands, conseiller d'État (Postérité).
- Son plus jeune fils, lui aussi prénommé Jean-Baptiste (1638 + 1684), est évêque de Perpignan (1675) puis de Marseille (1682). Le frère aîné de l'évêque Jean-Baptiste, François, est le 2e marquis d'Autry, père de Blanche d'Estampes (voir ci-dessous).
  - Les alliances sont liées à leur distinction et leur fortune. Le Maréchal de la Ferté-Imbault a épousé une Choiseul-Praslin (Catherine-Blanche, en 1610), elle-même fille du Maréchal Charles ; son jeune cousin Dominique de Valençay (1601 + mai 1691), fils de Jacques et Louise Blondel de Bellebrune, marquis d'Happlaincourt puis 2e marquis de Valençay : une Montmorency (1641), Marie-Louise, sœur aînée du Maréchal duc de Luxembourg et de la duchesse de Châtillon/puis duchesse de Mecklembourg-Schwerin ; leurs sœurs : d’autres Maréchaux de France (La Châtre, Monchy d'Hocquincourt...) ou Secrétaires d’État (Pierre Brûlart de Sillery…), leur cousine : un Rochechouart (1611), leurs nièces : un fils de bâtard de Valois (1622 : François d'Angoulême x Louise-Henriette de La Châtre) puis un duc d’Uzès, François (1625), ou Marie (+ décembre 1697) : un Béthune (Philippe II, 1630 + 1658, comte de Selles, petit-neveu de Sully), puis un seigneur d'Épernon (Jean-Baptiste Goth, Marquis de Rouillac, seigneur du Duché d'Epernon).

Le 2e marquis de Valençay, Dominique (1601-1691 ; fils puîné de Jacques II et Louise Blondel de Bellebrune), agrandit follement son château de Valençay, de 1640 à 1650, et le maréchal Jacques relève, dès 1627, son château de La Ferté-Imbault, victime des guerres de religion, et modernise celui de Mauny, près de Rouen. Dominique épouse Marie-Louise/Marguerite de Montmorency-Bouteville, † 1684, sœur aînée du Maréchal duc de Luxembourg, d'où :
- Henri-Dominique de Valençay (vers 1645-1680 prédécédé), marquis de Fiennes, et ses frères et sœurs, vus plus loin.
  - Frère cadet du 2e marquis Dominique de Valençay,
- Henri (1603 + 1678), présenté de minorité dans l'ordre de Saint-Jean de Jérusalem en 1608[8], général en chef de l’armée navale française (1632), abbé de Bourgueil en 1651-1678, abbé de Champagne au Maine, ambassadeur de France à Rome (1652-1655), puis à Venise : il meurt à Malte.
- Un frère aîné, Jean de Valençay, baron de Bellebrune, lieutenant-colonel de la cavalerie légère de France, avait été tué au siège de Privas dès 1629, laissant de sa femme Catherine d'Elbène deux filles : Louise dame de Bellebrune, x Antoine Gouffier de Thoix ; et Charlotte abbesse d'Etival en 1675-1714.
- Leur sœur Eléonore de Valençay (1607-1679) épouse le maréchal Charles de Monchy.

À la génération suivante, Henri-Dominique (vers 1645 + 1680 ou 1682 précédé ; fils aîné du 2e marquis de Valençay Dominique et de Marguerite de Bouteville), marquis de Fiennes, appelé aussi « le jeune marquis de Valençay », enseigne des gendarmes du Roi, multiplie les procès, y compris contre ses plus proches parents. Madame de Sévigné le qualifie de « malhonnête homme », et écrit « sa mort réjouit tout le monde » (lettre du 1er mars 1680) ; il épouse sa cousine Anne-Elisabeth d'Étampes-Valençay rencontrée plus haut, fille de Jean, d'où Jacques-Dominique, 3e marquis de Valençay (1673-1700).
Il a deux frères cadets :
- François-Henri (vers 1650 + 1711), comte puis 4e marquis de Valençay après son neveu Jacques-Dominique, chevalier de l'ordre de Saint-Lazare (mai 1675), exempt des Gardes-du-Corps du Roi, puis colonel d’un régiment de dragons, marié en 1702 à Angélique-Françoise fille de François de Raymond de Bréviandes :
  - leur fille Angélique (1709-1728), dame de Valençay, épouse en 1728 sans postérité Louis-Roger d'Estampes de La Ferté-Humbault marquis de Mauny ci-dessous ;
- et Jean-Hippolyte, marquis de Bellebrune (vers 1652 + mars 1697), page de la Grande Écurie du Roi (1667), puis capitaine au régiment du Roi, infanterie et gouverneur de Salins. De son mariage avec Anne du Bousquet,
  - il est père de Henri-Hubert, marquis du Gué-Péan par son mariage et 5e marquis de Valençay.
- Deux de leurs sœurs sont mariées, l'aînée Marie-Thérèse en 1679 à Gaspard, comte de Chavagnac (+ 1695), général des armées de l’Empereur, sans postérité ;
- la cadette, Julie (+ décembre 1705), en février 1685 et comme sa 2e femme, à Pierre Gorge d'Antraigues (+ 1701), baron de Roise, Charenton et Meillant, conseiller au parlement de Metz (juillet 1681), d'où une fille, Julie-Christine-Régine Gorge duchesse de Béthune-Charost (mère de François-Joseph), et un fils, Pierre-François Gorge, fait duc palatin de Phalaris par le pape en 1718, « en considération de la maison de Valençay, qui était chère au Saint-Siège », en fait un aventurier à la réputation déplorable.
- Deux autres sont religieuses, en particulier Angélique-Isabelle (+ 1707), Abbesse de Clérets (à Mâle), qui réforme cette maison en 1690, sur le modèle de la Trappe et meurt en odeur de sainteté. En mai 1676 Madame de Sévigné rend visite aux deux jeunes filles à la Visitation de Moulins. Elle s’émerveille de leur beauté et de leur renoncement au monde, où elles auraient pu jouir non seulement de la fortune mais du succès. Elle écrira plus tard « L'abbaye des Clérets, (…) est devenue toute sainte, depuis qu'une Mme de Valençay, sortie de la Visitation de Moulins, et vagabonde depuis trois ans d'abbaye en abbaye, l'a réformée, et est devenue sainte elle-même ». (Lettre de Mme de Sévigné, 22 novembre 1692)
  - Parallèlement, le fils aîné du Maréchal Jacques d'Étampes et de Catherine-Blanche de Choiseul, François (1618 + 1667 prédécédé), marquis de Mauny, Premier écuyer de Gaston, duc d’Orléans, et lieutenant de sa compagnie de gendarmes, d’un tempérament sanguin, brutal, irréfléchi et médisant, s’attire de nombreuses inimitiés.

En 1658 il compromet sa maison, se trouvant excommunié plusieurs mois pour avoir manqué d’assassiner l’archevêque de Sens, oncle de son épouse, à la suite d’un différend. Il gâche ainsi la position solide de sa Maison, confortée par la notoriété de son père et par son propre mariage en 1641 avec Charlotte Brûlart (1619-1697), une fille du marquis de Sillery Pierre IV Brulart, secrétaire d’État, et de Charlotte d’Estampes-Valençay (1597-1677), sœur de Jacques.
Cet épisode, davantage que leur proximité avec les ducs d’Orléans successifs ou que leurs liens étroits avec le Grand Condé, semble avoir coûté aux d'Estampes la consécration qu'ils pouvaient espérer de Louis XIV, être honorés d'un titre ducal. Les fils cadets du Maréchal sont Roger, abbé de Beaugency, comte et chanoine de Saint-Jean de Lyon, et Louis (vers 1620 + vers 1642), seigneur de Salbris, commandant un régiment de cavalerie en Lorraine, mort jeune.
Fils de François de Mauny (1618-1667) et de Charlotte Brulart, Charles (vers 1642 + 1716), marquis de la Ferté-Imbault et de Mauny, appelé le marquis d’Estampes, est un personnage plus solide et recommandable, très en cour à Versailles sa vie durant. Mestre de camp d’un régiment de cavalerie, il est chevalier d’honneur de Madame (1681), puis Premier capitaine des gardes du corps du duc d’Orléans (Monsieur, puis son fils le Régent) et fait chevalier de l'ordre du Saint-Esprit en 1688. Saint-Simon écrit de lui qu’« Il était riche, honnête homme et fort brave ». Ce marquis d’Estampes était connu pour avoir 50 000 écus de rente (soit 150 000 £ivres), sans compter un bel hôtel parisien (rue de Varenne), Mauny, La Ferté-Imbault et Le Mont Saint-Sulpice (vendu vers 1715). Son frère cadet, François (vers 1645 + vers 1710), puis capitaine d'infanterie, est appelé le comte d'Estampes.
- Enfin, François (vers 1627 + avant 1682), 2e marquis d’Autry, fils du 1er marquis d'Autry Jean II Baptiste et de Louise Le Grand, meurt sans postérité masculine. Avec lui et ses frères cadets, Robert (?), capitaine de vaisseau, et Jean-Baptiste (1638 + 1684), évêque de Marseille cité plus haut, s'éteint la branche d'Autry.
- Sa fille unique et héritière, Blanche d’Estampes (née vers 1660), dame d’Autry, fille d'Anne Acarie de Porcheresse, épouse en 1682 Alexandre-Germain de Courtin, écuyer, seigneur de Saunoy et de Thierville, dont Alexandre de Courtin, marquis d'Autry-lès-Vierzon.

### Première moitié duXVIIIesiècle: déclin familial et extinction des Valençay
Amorcé dès les années 1680 chez les Valençay par la dilapidation d’une fortune séculaire, des querelles intestines, mesquineries, procès de succession et décès précoces, le relatif déclin de la fastueuse Maison d'Estampes se propage vingt ans plus tard à la branche aînée. Ces générations sont marquées par la fatalité, comme de précédentes l’avaient été par la conjonction des succès.
- Au mois de février 1700, les deux jeunes fils du défunt marquis de Fiennes Henri-Dominique (1645-1680/1682 prédécédé), Jacques-Dominique, 3e marquis de Valençay (novembre 1673 + 24 février 1700), capitaine de cavalerie, et son frère cadet François-Louis-Charles († 16 février 1700), meurent tous deux à quelques jours d’intervalle, le premier « pour s'être trop échauffé à une chasse de loup que fit Monseigneur » (Dangeau), le second au cours d'un combat naval en Méditerranée.

Leur oncle, François-Henri (vers 1650 + 1711), comte puis 4e marquis de Valençay, terre qui ne lui rapporte alors que 10 000 £ivres de rente, meurt laissant une fille unique :
- Angélique, 1709 + 1728, dame de Valençay, mariée en 1728 au marquis Louis-Roger de Mauny, aîné des d'Estampes, branche de La Ferté-Imbault, ci-dessous.

Leur cousin Henry-Hubert (décembre 1684 + juin 1734), marquis du Gué-Péan par son mariage, puis 5e marquis de Valençay (fils du marquis de Bellebrune Hippolyte, lui-même frère benjamin d'Henri-Dominique et du 4e marquis François-Henri), se marie en septembre 1715, à Philiberte Amelot du Chaillou (1692 + 17..), qui lui donne Dominique-Jacques-Henry (novembre 1718 + juin 1742), 6e marquis de Valençay, mousquetaire (janvier 1735), puis lieutenant au régiment du Roi, Infanterie, mais ce dernier meurt pendant la campagne de Bohême, à 23 ans, d’une fluxion de poitrine. Avec ce jeune officier s’éteint ainsi, en juin 1742, la branche de Valençay.
Trois ans plus tard, en 1745, le magnifique château de Valençay, avec 20 000 hectares de terres et bois, est vendu par la marquise douairière pour la somme de 400 000 Livres. Ce prix est le même que celui prévu en 1719 (vente au financier John Law et au Prince Philippe de Vendôme, finalement annulée par arrêt du Conseil du Roi en 1722), mais l’état du château s’était probablement dégradé au cours des 25 années écoulées. Les marquisats d’Applaincourt et de Fiennes ont déjà été cédés, respectivement en 1713 et 1731.
- Charles de La Ferté-Imbault (vers 1642 + 1716), marquis d’Estampes, aîné de sa Maison, eut pour sa part trois fils :
- Roger (1679 + 1718), marquis de Mauny, guidon (1704) puis capitaine-lieutenant des gendarmes du duc d’Orléans (charge qu'il cède en 1715 pour 40 000 écus, soit 120 000 £ivres), fait prisonnier à la bataille d'Audenarde, en Flandres (1708), partiellement déshérité par son père, ayant peu d'esprit et s'étant mésallié en captivité avec une flamande d'Huizen, Marie-Elisabeth Dirchse : parents de Louis-Roger (1711-1754) ci-dessous
- Jean-Baptiste (1682 + 1704), abbé d’Estampes puis marquis de Sallebris (1704), le plus doué, guidon des gendarmes d’Orléans (1704), tué à la bataille de Blenheim après avoir eu trois chevaux tués,
- et Philippe Charles (1684 + 1737), chevalier puis comte d'Estampes, garde de la marine, puis capitaine des gardes du corps du duc d’Orléans en survivance de son père (1707), colonel propriétaire du régiment de Chartres-Infanterie, brigadier des armées du roi (1719), marié en 1709 à Jeanne-Marie du Plessis-Châtillon (1686 + 1763), fille de Jacques du Plessis-Châtillon marquis de Nonant († 1707) et de Jeanne-Marie Fradet de St-Août dame de Châteaumeillant († le 15 décembre 1738). Philippe Charles s'employa à détourner emplois, honneurs et biens familiaux à son profit, au détriment de son frère aîné Roger puis de son neveu Louis-Roger, dont il était le tuteur.

Ce dernier, Louis-Roger, marquis de Mauny (1711 + 1754), mousquetaire du roi (1727), épouse en 1728 Angélique d’Estampes-Valençay (1709 + 1728), fille unique et héritière du 4e marquis de Valençay François-Henri, morte sans postérité, puis, en 1734, Marguerite Lydie de Becdelièvre de Cany (1714 + 1741), d'où :
- Louis-Dominique (1734-1815) et Hector (1736-1788).

Le comte d'Estampes a pour sa part deux fils,
- l'aîné prénommé comme lui Philippe Charles (1712-1737),
- et Louis-Auguste, chevalier puis comte d’Estampes (1714 + 1742), colonel-lieutenant du régiment de Chartres (1737), mort sans alliance ;
- ainsi qu'une fille, Sophie d'Estampes, épouse du marquis Le Conte de Piercourt : Postérité.

Philippe Charles (1712 - † 1737, le même mois que son père), appelé le marquis de la Ferté-Imbault, âgé de 20 ans, colonel propriétaire du régiment de Chartres (1731), épouse en 1733 Marie-Thérèse Geoffrin (1715 + 1791), dotée de 400 000 Livres, fille unique et héritière de François Geoffrin, actionnaire majeur de la Compagnie des Glaces, conseiller secrétaire du Roi, et de la fameuse Madame Geoffrin (1699 + 1777), née Marie-Thérèse Rodet. La jeune femme, pourtant charitable, a décrit son beau-père (1684-1737) comme tout à la fois « tyran, ignorant, bête à manger du foin », méchant et brutal. Le jeune ménage La Ferté-Imbault n'a qu'une fille, Charlotte-Thérèse (1736 + 1749), morte enfant.
En 1748 la marquise de la Ferté-Imbault abandonne ce château historique des d'Estampes (estimé à plus de 1 100 000 Livres en 1741) à sa belle-sœur Sophie d’Estampes, pour qu’elle puisse épouser Alexis Leconte de Nonant marquis de Piercourt, président au Parlement de Normandie.

### Seconde moitié duXVIIIesiècle: les La Ferté-Imbault sursaut familial et Révolution
Veuve à vingt et un ans, et ayant perdu sa seule enfant, Madame de la Ferté va reporter toute son affection sur les deux fils de Louis-Roger, marquis de Mauny, qui lui a confié leur avenir, Louis-Dominique (1734 + 1815), aîné de la Maison d'Estampes, et Hector (septembre 1736 + septembre 1788), appelé le comte puis le marquis de Valençay (en héritage d'Angélique d’Estampes-Valençay ci-dessus, pourtant sans postérité), officier au régiment du roi, infanterie, puis sous-lieutenant aux gendarmes de la garde.
À la réprobation de leur tante, les deux jeunes gens sont influençables et se laissent entraîner à la débauche, jusqu'à ce que leur bienfaitrice y mette un terme en leur fermant temporairement la porte de son hôtel et sa bourse.
Le courant s’inverse alors : Madame de la Ferté-Imbault permet à son neveu Louis-Dominique d'Estampes, marquis de Mauny, puis d'Estampes, de retrouver une position de fortune et de cour conforme à son rang, puis d'embellir son château de Mauny.
Sous les auspices de sa tante, Louis Dominique d’Estampes épouse 1° en 1755 la belle Adélaïde Julie de Fouilleuse (+ 1758), fille du marquis de Flavacourt et de la seule des cinq sœurs de Mailly-Nesle qui se soit refusée à Louis XV, puis 2°, en 1762, Françoise Geneviève Joly de Fleury (1742 + 1817), fille de Joseph Omer Joly de Fleury (1715 + 1810), procureur général du Parlement de Paris (1746). Colonel aux grenadiers de France (1757), le marquis d'Estampes participe à la guerre de Sept Ans, principalement en Allemagne, avant d'être nommé brigadier d'infanterie (1768), pourvu d'un régiment (1771), puis promu maréchal de camp (1780).
Son frère, Hector d'Estampes, marquis de Valençay, capitaine de cavalerie au régiment Commissaire-général, est nommé brigadier de cavalerie (juin 1768) n'ayant pas 32 ans, capitaine des gardes du duc de Chartres, puis chambellan du duc d'Orléans, chevalier de Saint-Louis, commandeur de l'ordre de Saint-Lazare (décembre 1769).
Louis-Dominique d'Estampes a de son premier lit : Adélaïde-Thérèse d'Estampes (1758 + 1783), mariée en 1773 avec le vicomte de Bourdeilles Henri-Joseph, et du second lit :
- Louis-Omer d'Estampes (1763 + 1833), comte, puis marquis d'Estampes (1815), officier, chevalier de Saint Louis, marié en 1787 avec Christine Rouillé du Coudray (vers 1765 ou 55 ? + 1832), fille d’Hilaire Rouillé, marquis du Coudray et de Boissy, lieutenant général des armées du roi, Grand-croix de Saint-Louis (1716 + 1805), et de la richissime Marie d'Abbadie d'Ithorrots (1738 + 1786) : postérité éteinte en ligne masculine en 1930 ;
- et Armand-Marie d'Estampes (1778-1853) : postérité subsistante au XXIe siècle.

Au XVIIIe siècle, la famille d'Estampes est admise à trois reprises aux honneurs de la Cour.
L’effondrement de la Monarchie et la Terreur emportent les rêves de renaissance de la vieille Maison d’Estampes, sa fortune (la « Manufacture royale des Glaces », actuel Groupe Saint-Gobain) et celle de ses belles alliances.
À la Révolution, Louis-Dominique, marquis d'Estampes, n'émigre pas, à la demande de Madame Elisabeth, pour rester près du Roi, puis, en 1791, hérite de sa tante la marquise de la Ferté-Imbault, dont il était le légataire universel.

### Depuis la Révolution
À la première Restauration, chant du cygne, Louis Dominique, marquis d’Estampes, est nommé lieutenant-général honoraire à 80 ans et fait grand-croix de Saint-Louis. Il meurt durant les Cent-Jours, peu avant Waterloo.
La famille d'Estampes, dont une branche subsiste au XXIe siècle, est admise en 1981 à l'Association d'Entraide de la Noblesse française.

## Personnalités
- Jean d'Estampes (1395-1455), homme d'Église ;
- Jean d'Estampes (?-1461), homme d'Église, neveu du précédent ;
- Guillaume d'Estampes (?-1458), homme d'Église, frère du précédent ;
- Jacques d'Estampes (1590-1668), militaire, lointain petit-cousin du précédent.
- Jacques d'Estampes de Valençay (1579-1639), homme politique et militaire ;
- Léonor d'Estampes de Valençay (1589-1651), homme d'Église, frère du précédent ;
- Achille d'Étampes de Valençay (1593-1646), homme d'Église, frère du précédent ;
- Jean d'Estampes de Valençay (1595-1671), homme politique et militaire, frère du précédent.
- Jean-Baptiste d'Étampes (1638-1684), homme d'Église.

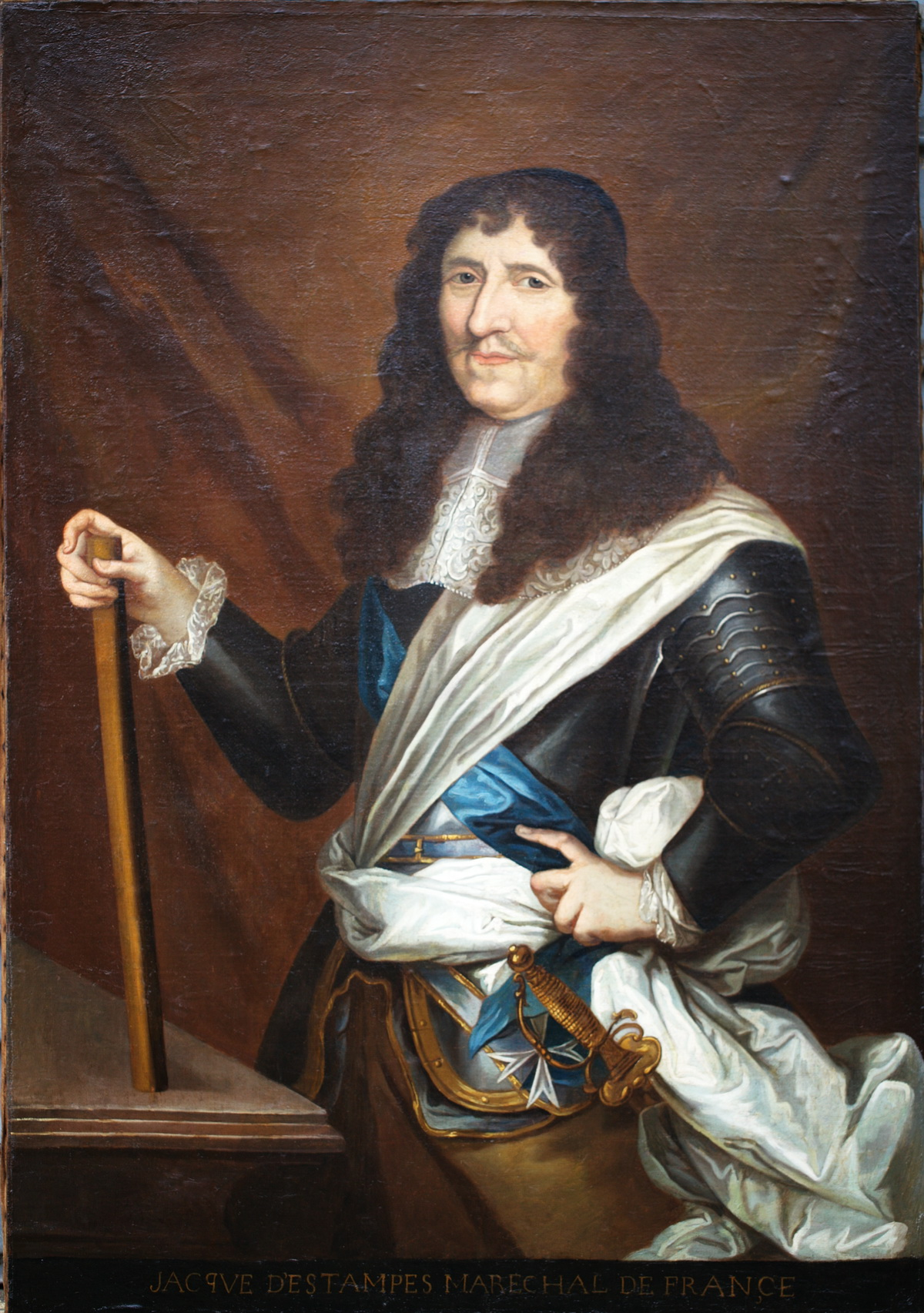
Jacques d'Estampes
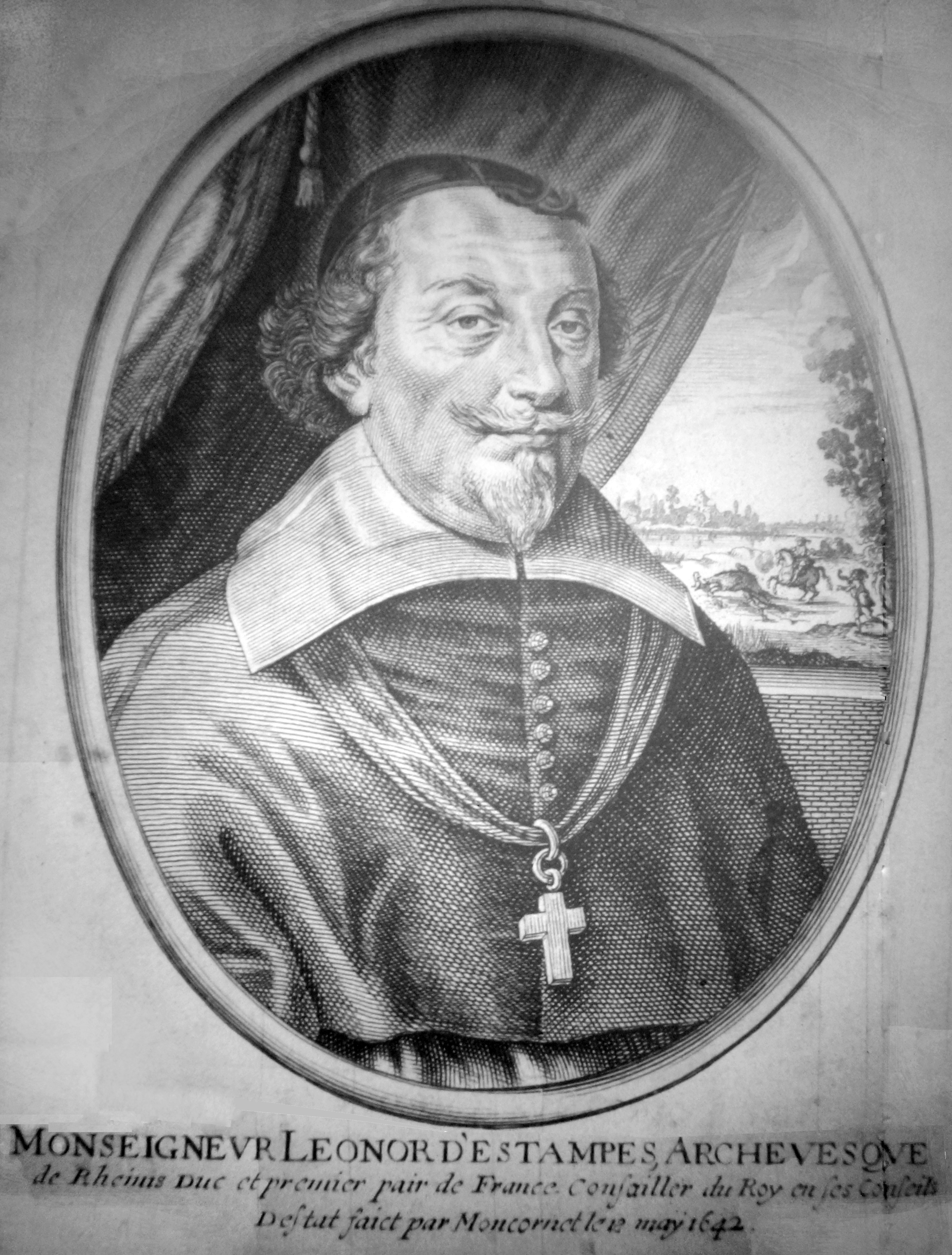
Léonor d'Estampes de Valençay

## Titres et armoiries

### Titres
- Marquis d'Autry, de Bellebrune, d'Estampes, de La Ferté-Imbault de Mauny et de Valençay (titre de courtoisie)[9].
- Comte d'Estampes et de Valençay (titre de courtoisie)[9].
- Baron de d'Ardreloup, de La Ferté-Imbault et de Theillay
- Seigneur d'Autry, de La Ferté-Imbault, de La Ferté-Nabert, de La Motte-de-ennortres[Quoi ?], de Mauny, de Méans, des Roches, de Salbris, de Soesme, de Valençay.

### Armes
- D'azur, à deux girons d'or, posés en chevron, au chef d'argent chargé de trois couronnes de gueules.

## Filiation

### Famille d'Estampes
- Jean d'Estampes X Guillette du Plessis
  - Robert Ier d'Estampes, sgr de Salbris X Jacqueline Roland
    - Robert II d'Estampes, sgr de Salbris X (1438) Marguerite de Beauvilliers
      - Robert III d'Estampes, sgr de Salbris X Louise Levraud
        - Jean d'Estampes, sgr de Salbris et de La Ferté-Imbault X (1499) Blanche de Sains
          - Françoise d'Estampes (?-1573) X (1534) Edme de Regnier, sgr de Guerchy (?-1544)
          - Branche aînée d'Estampes dite de Salbris

        - Jean d'Estampes, sgr de La Ferté-Imbault X Mariette du Clos
          - Jeanne d'Estampes X Jean de Percy, sgr du Clos
          - Rameau d'Estampes dit de Méans

        - Branche cadette d'Estampes de Valençay 
        - Marguerite d'Estampes X Louis Odart, sgr de Cursay
        - Branche puînée d'Estampes dite d'Autry

    - Jeanne d'Estampes X Guy de Fontenay, baron de Fontenay
    - Rameau d'Estampes dit de La Ferté-Nabert
    - Jean d'Estampes (1395-1455)
    - Jean d'Estampes (?-1461)
    - Guillaume d'Estampes (?-1458)

### Branche aînée d'Estampes dite de Salbris ou de La Ferté-Imbault
- Louis d'Estampes, sgr de Salbris et de La Ferté-Imbault X (1525) Edmée Le Rotier
  - Claude d'Estampes X (1557) Charles du Plessis, sgr de Malicorne
  - Claude d'Estampes, sgr de Salbris et de La Ferté-Imbault (?-1590) X (1579) Jeanne de Hautemer (1562-1630)
    - Claude d'Estampes (1580-1622) X (1598) Michel du Faur de Pibrac (1558-1621)
    - Jacques d'Estampes, marquis de La Ferté-Imbault (1590-1668) X (1610) Catherine de Choiseul-Praslin (1599-1673)
      - François d'Estampes, marquis de Mauny (1618-1667) X (1641) Charlotte Brûlart de Sillery (1619-1697)
        - Charles d'Estampes, marquis de Mauny (1644-1716) X (1674) Marie du Régnier (1647-1726)
          - Roger d'Estampes, marquis de Mauny (1679-1718) X (1708) Marie Dirckse van Augeren (1693-?)
            - Louis-Roger d'Estampes, marquis d'Estampes (1711-1754) X (1727) Angélique d'Estampes (1708-1728)  puis marié à Marguerite de Becdelièvre (1714-1741) (dont descendance) en 1734
              - Branche aînée d'Estampes dite de Salbris

          -  Charles d'Estampes, marquis de La Ferté-Imbault (1684-1737) X (1709) Jeanne du Plessis-Chatillon (1686-1763)
            - Philippe-Charles d'Estampes (1712-1737) X (1733) Marie-Thérèse Geoffrin (1715-1791)
              - Thérèse d'Estampes (1736-1749)

            - Sophie d'Estampes (1729-1763) X (1748) Alexis Le Conte de Nonant, marquis de Pierrecourt (1711-1783)

          - Louise d'Estampes (?-1752) X (1700) Maximilien de Fiennes, marquis de Fiennes (?-1716)

        - Françoise d'Estampes (?-1692) X Jean Toustain

  - Marie d'Estampes X (1548) Jean de Gauville, vicomte de Fessart

### Branche aînée d'Estampes dite de Salbris, seule subsistante au XXIe siècle (suite)
- Louis-Omer d'Estampes, marquis d'Estampes (1734-1815) X (1755) Adélaïde de Fouilleuse (1742-1759)
  - Adélaïde-Thérèse d'Estampes (1759-1783) X (1773) Henri de Bourdeilles (1748-1794)
- Louis-Omer d'Estampes, marquis d'Estampes (1734-1815) X (1762) Françoise Joly de Fleury (1742-1837)
  - Louis d'Estampes, marquis d'Estampes (1763-1833) X (1785) Anne Le Camus (?-1789) puis marié à Christine Rouillé du Coudray (1765-1832) (dont descendance) en 1787
    - Ambroisine d'Estampes (1789-1847) X (1809) Henri Huchet de La Bédoyère, comte de La Bédoyère (1782-1861)
    - Alexandrine d'Estampes (1794-1869) X (1817) Adolphe de Cholier de Cibeins, comte de Cibeins (1784-1852)
    - Ludovic-Omer d'Estampes, marquis d'Estampes (1795-1875) X (1824) Élisabeth de Thiard (1803-1880)
      - Jacques d'Estampes, marquis d'Estampes (1825-1902) X (1855) Clémentine de Veau de Robiac (1831-1926)
        - Henriette d'Estampes (1856-1934) X (1881) Arnauld-Christian de Labriffe (1852-1928)
        - Marie d'Estampes (1857-1940) X (1878) Stanislas de Vassinhac d'Imécourt (1845-1894)
        - Élisabeth d'Estampes (1859-1943) X Bertrand de Galard, marquis de L'Isle-Bozon (1853-1928)
        - Robert d'Estampes, marquis d'Estampes (1862-1930) X (1896) Marie de Pins (1874-1963)
          - Henriette d'Estampes (1897-1995) X (1923) Yves de Nompère de Champagny de Cadore (1895-1969) duc de Cadore
          - Anne-Marie d'Estampes (1903-1993) X (1931) Edouard de Bruce (1896-1972)

        - Valentine d'Estampes (1864-1938) X (1891) Hector d'Agoult (1860-1915)

      - Ambroise d'Estampes, comte d'Estampes (1830-1889) X (1862) Suzanne Durand de Beauregard (1843-1904)

    - Henriette d'Estampes (1799-1874) X (1820) Philippe de Sainte-Marie d'Agneaux (1787-1857)

  - Claudine d'Estampes (1764-1824) X (1784) Henri Le Viconte de Blangy, marquis de Blangy (1756-1823)
  - Ambroisine d'Estampes (1769-1861) X (1789) Claude Le Duc de Lillers, comte de Lillers (1761-1834)
  - Henriette d'Estampes (1772-1837) X (1800) Charles de Coriolis (1770-1841)
  - Armand d'Estampes, vicomte d'Estampes (1778-1853) X (1803) Marie Bour (1798-1894)
    - Edgard d'Estampes, vicomte d'Estampes (1798-1894) X (1822) Mira Hawkins Trelawny (1796-1883)
      - Ludovic d'Estampes, vicomte d'Estampes (1829-1896) X (1861) Henriette Achard de Bonvouloir (1840-1876)
        - Armand d'Estampes, vicomte d'Estampes (1865 à Esteville -1947) X (1898) Yvonne de Gourjault (1877-1962)
          - Claire (1900-1987) X (1926) Alain Jégou du Laz (1885-1978)
          - Maurice d'Estampes, vicomte d'Estampes (1902 à Esteville -2000) X (1929) Geneviève de Durfort-Civrac de Lorge (1903-1996)
            - descendance masculine

          - Edith d'Estampes (1905-1985) X (1931) Pierre Jouan de Kervenoaël (1903-1947)

    - Hector d'Estampes (1804-1880) X (1852) Antoinette de Sainte-Marie d'Agneaux (1826-1906)
      - Christian d'Estampes (1863-1942) X (1902) Constance de Reviers de Mauny (1862-1939)
        - Jacques d'Estampes (1904-1996) X (1943) Claude de La Taille-Trétinville (1912-2003)
          - deux filles

#### Rameau d'Estampes dit de Méans
- Robert d'Estampes, sgr de Méans X Louise de Potin
  - Jean d'Estampes, sgr de Méans X (1571) Gabrielle Bassart
    - Antoine d'Estampes, sgr de Méans X (1616) Marie Bonnin (1588-?)
      - Louise d'Estampes (1642) Gabriel de Besnard, sgr d'Arville

### Branche cadette d'Estampes de Valençay
- Louis d'Estampes de Valençay, sgr de Valençay (?-1567) X (1512) Marie Hurault
  - Jacques d'Estampes, sgr de Valençay X Jeanne Bernard
    - Jean d'Estampes de Valençay, sgr de Valençay X Sarah d'Aplaincourt
      - Jacques d'Estampes de Valençay, marquis de Valençay (1579-1639) X (1599) Louise Blondel (1573-1635)
        - Dominique d'Estampes de Valençay, marquis de Valençay (1601-1691) X (1641) Marie-Louise de Montmorency (1625-1684)
          - Julie d'Estampes de Valençay ( - 1705) X (1685) Pierre Gorge d'Entraigues, sgr d'Entraigues (1643-1723)
          - Henri-Dominique d'Estampes de Valençay (?-1682) X (1671) Anne-Élisabeth d'Estampes de Valençay (1635-1679)
            - Jacques d'Estampes de Valençay, marquis de Valençay (?-1700)
            - François d'Estampes de Valençay, comte de Valençay (?-1700)

          - Henri d'Estampes de Valençay, marquis de Valençay (?-1711) X (1702) Angélique Remond (1680-1751)
            - Angélique d'Estampes de Valençay (1708-1728) X (1727) Louis-Roger d'Estampes, marquis d'Estampes (1711 - 1754)

          - Jean-Hippolyte d'Estampes de Valençay, marquis de Bellebrune X Gabrielle-Louise Moflo
            - Henri d'Estampes de Valençay, marquis de Bellebrune (?-1734) X (1715) Philiberte Amelot de Chaillou (1692-1770)
              - Dominique d'Estampes de Valençay, comte de Valençay (?-1742)

        - Jean d'Estampes de Valençay (?-1629) baron de Bellebrune X (1627) Catherine d'Elbène
        - Henri d'Estampes de Valençay

      - Isabelle d'Estampes de Valençay (1582-1654) X Louis de La Châtre (1565-1630)
      - Léonor d'Estampes de Valençay (1589-1651)
      - Achille d'Estampes de Valençay (1593-1646)
      - Jean d'Estampes de Valençay (1595-1671) X (1627) Marie Le Gruel de Morville (1600-1656)
        - Marie d'Estampes de Valençay (1631-1697) X (1648) Philippe II de Béthune, comte de Selles (1630-1658) puis mariée à Jean-Baptiste de Goth, marquis de Rouillac (1631-1690) en 1664
        - Anne-Elisabeth d'Estampes de Valençay (1635-1679) X (1671) Henri-Dominique d’Estampes de Valençay, marquis de Valençay (1645-1680)

      - Charlotte d'Estampes de Valençay (1597-1677) X (1615) Pierre Brûlart de Sillery, marquis de Sillery (1583-1640)
      - Marguerite d'Estampes de Valençay (1602-?) X (1629) Michel Le Beauclerc, marquis d'Estiau

### Branche puînée d'Estampes dite d'Autry
- Robert d'Estampes, sgr d'Ardreloup X Claude Cléret
  - Jean d'Estampes, sgr d'Autry X (1534) Suzanne de Villebresme
    - Louis d'Estampes, sgr d'Autry X (1562) Anne du Plessis
      - Jean-Baptiste d'Estampes, marquis d'Autry X (1626) Louise Le Grand
        - François d'Estampes, marquis d'Autry X Anne Acarie
          - Blanche d'Estampes X (1682) Alexandre Courtin, sgr de Saunay (1656-?)

        - Jean-Baptiste d'Étampes (1638-1684)

      - Louise d'Estampes (?-1649) X Guy de Rochechouart, sgr de Châtillon (1580-?)

#### Rameau d'Estampes dit de La Ferté-Nabert
- Jean d'Estampes sgr de La Ferté-Nabert X Marie de Rochechouart de Mortemart
  - Jean d'Estampes, sgr de La Ferté-Nabert X Madeleine de Husson
    - Claude d'Estampes (?-1528) X (1520) Anne Robertet (1505-1585)
      - Claude d'Estampes✕ Jean Chenu, écuyer, sgr de Charentonnay puis mariée à Jean de La Porte, sgr d'Asnières
      - Louise d'Estampes  X François du Verdier de Genouillac puis mariée à Jacques de Menou

    - Marguerite d'Estampes (1500-1550) X (1522) Nectaire de Saint-Nectaire, seigneur de Saint-Nectaire (1483-1550)

  - Marie d'Estampes X Jean de Parthenay

## Alliances

### Branche d'Estampes dite de Salbris
Cette famille s'est alliée aux familles : de Beauvilliers (1438), de Sains (1499), Le Rotier (1525), de Régnier (1534, 1674), de Gauville (1548), du Plessis (1557), de Hautemer (1579), du Faur de Pibrac (1598), de Choiseul-Praslin (1610), Brûlart de Sillery (1641), de Fiennes (1700), Dirckse van Augeren (1708), du Plessis-Châtillon (1709), Geoffrin (1733), de Becdelièvre (1734), Le Conte de Nonant (1748), de Fouilleuse (1755), Joly de Fleury (1762), de Bourdeilles (1773), Le Vicomte de Blangy (1784), Camus (1785), Rouillé du Coudray (1787), Le Duc de Lillers (1789), de Coriolis (1800), Bour (1803), Huchet de La Bédoyère (1809), de Cholier de Cibeins (1817), de Sainte-Marie d'Agneaux (1820, 1852), Trelawny (1822), de Thiard (1824), de Veau de Robiac (1855), Achard de Bonvouloir (1861), Durand de Beauregard (1862), de Vassinhac d'Imécourt (1878), de Labriffe (1881), d'Agoult (1891), de Pins (1896), de Goujault (1898), de Reviers de Mauny (1902), de Nompère de Champagny de Cadore (1923), Jégou du Laz (1926), de Durfort-Civrac de Lorge (1929), de Bruce (1931), Jouan de Kervenoaël (1931), de La Taille-Trétinville (1943), du Clos, de Fontenay, de Galard, Levaud, de Percy, Odart, Roland, Toustain.

#### Rameau d'Estampes dit de Méans
Cette famille s'est alliée aux familles : Bassart (1571), Bonnin (1616), de Bernard (1642), de Potin.

### Branche d'Estampes de Valençay
Cette famille s'est alliée aux familles : Hurault (1512), Blondel (1599), Brûlart de Sillery (1615), d'Elbène (1627), Le Gruel de Morville (1627), Le Beauclerc (1629), de Montmorency (1641), de Béthune (1648), Goth (1664), Gorge d'Entraigues (1685), Remond (1702), Amelot de Chaillou (1715), d'Aplaincourt, Bernard, de La Châtre, Moflo.

### Branche d'Estampes dite d'Autry
Cette famille s'est alliée aux familles : de Villebresme (1534), du Plessis (1562), Le Grand (1626), Courtin (1682), Acarie, Cléret, de Rochechouart...

#### Rameau d'Estampes dit de La Ferté-Nabert
Cette famille s'est alliée aux familles : Robertet (1520), de Saint-Nectaire (1522), Chenu, de Husson, de Genouillac, de La Porte, de Menou, de Parthenay, Rochechouart de Mortemart.

## Demeures
- Château de Valençay
- Château d'Happlaincourt
- Château de La Ferté-Imbault
- Château de Mauny